# ركود وريدي

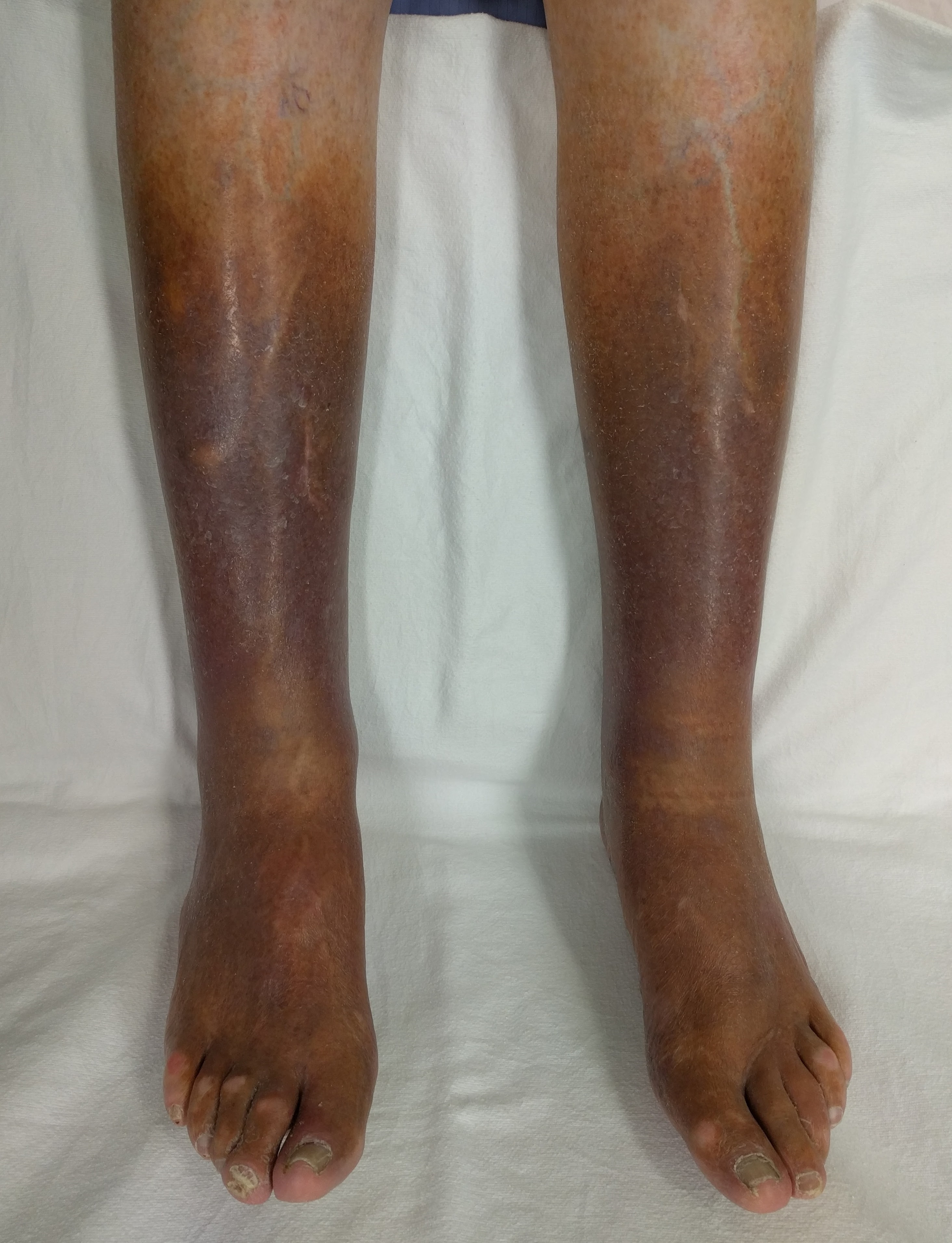

ركود وريدي أو الركود الوريدي هي حالة يبطئ فيها تدفق الدم في الأوردة، وعادة في أوردة الساقين. ويمثل الركود الوريدي عامل إنذار لتكون خثرات في الأوردة (خثار وريدي)، كما يحدث في أوردة الساقين العميقة (خثار وريدي عميق أو DVT). ومن بين أسباب الركود الوريدي السكون لفترات طويلة دون حركة كما يحدث أثناء القيادة، والطيران والراحة في الفراش أو دخول المستشفى أو استخدام الجبس التجبيري. للوقاية من الإصابة بالركود الوريدي والخثار الوريدي والخثار الوريدي العميق، يمكن اتباع طرق زيادة الدورة الدموية في الساقين ومنها السير وتدريبات الربلة، والانضغاط الهوائي المتقطع إن أمكن.